# Sh2-128
Sh2-128 est une petite nébuleuse en émission visible dans la constellation de Céphée. Elle est située sur le bord sud de la constellation, près de la frontière avec la constellation du Cygne, au sud du grand complexe nébuleux IC 1396. La période la plus propice à son observation dans le ciel du soir se situe entre les mois de juillet et de décembre et elle est considérablement facilitée pour les observateurs situés dans les régions de l'hémisphère nord.
Sh2-128 est une nébuleuse lointaine située à une distance d'environ 9 400 pc (∼30 700 al). En raison de sa morphologie arrondie, elle a d'abord été confondue avec une nébuleuse planétaire, au point qu'elle est rapportée par diverses abréviations de catalogues de nébuleuses planétaires. Des études spectroscopiques ont par la suite montré qu'il s'agissait d'une région H II connectée à un nuage moléculaire. L'étoile responsable de son ionisation a été soigneusement étudiée grâce à des mesures photométriques réalisées dans la bande de la lumière visible et du proche infrarouge : il s'agit d'une étoile bleue de la séquence principale de classe spectrale O7V. Des observations réalisées avec des ondes radio ont révélé que la masse du gaz ionisé dans le nuage est égale à 25 M☉. Les mêmes observations ont révélé la présence d'une seconde accumulation de gaz ionisé très compact située au nord du nuage principal, qui a été désignée par l'acronyme Sh2-128N. Sa masse est égale à 0,5 M☉ et il est ionisé par une étoile de classe O9.5 au début de sa phase de séquence principale. De l'autre côté, deux masers émetteurs de H2O situés à 15 secondes d'arc l'un de l'autre ont été découverts. Le satellite IRAS a également identifié quatre sources infrarouges dans cette région.